# Форначи (Пјаченца)
Форначи (итал. Fornaci) је насеље у Италији у округу Пјаченца, региону Емилија-Ромања.
Према процени из 2011. у насељу је живело 22 становника. Насеље се налази на надморској висини од 97 м.